# Gand-Wevelgem 2023
La Gand-Wevelgem 2023, ottantacinquesima edizione della corsa e valida come dodicesima prova dell'UCI World Tour 2023 categoria 1.UWT, si svolse il 26 marzo 2023 su un percorso di 260,9 km, con partenza da Ypres e arrivo a Wevelgem, in Belgio. La vittoria fu appannaggio del francese Christophe Laporte, il quale completò il percorso in 5h49'39", alla media di 44,770 km/h, precedendo i belgi Wout Van Aert e Sep Vanmarcke.

## Squadre e corridori partecipanti
Al via 25 formazioni.
| N.      | Cod. | Squadra                  |
| ------- | ---- | ------------------------ |
| 1-7     | ICW  | Intermarché-Circus-Wanty |
| 11-17   | SOQ  | Soudal Quick-Step        |
| 21-27   | ADC  | Alpecin-Deceuninck       |
| 31-37   | TJV  | Jumbo-Visma              |
| 41-47   | ACT  | AG2R Citroën Team        |
| 51-57   | TFS  | Trek-Segafredo           |
| 61-67   | AST  | Astana Qazaqstan Team    |
| 71-77   | TBV  | Bahrain Victorious       |
| 81-87   | BOH  | Bora-Hansgrohe           |
| 91-97   | COF  | Cofidis                  |
| 101-107 | EFE  | EF Education-EasyPost    |
| 111-117 | GFC  | Groupama-FDJ             |
| 121-127 | IGD  | Ineos Grenadiers         |

| N.      | Cod. | Squadra                |
| ------- | ---- | ---------------------- |
| 131-137 | MOV  | Movistar Team          |
| 141-147 | ARK  | Team Arkéa-Samsic      |
| 151-157 | DSM  | Team DSM               |
| 161-167 | JAY  | Team Jayco AlUla       |
| 171-177 | UAD  | UAE Team Emirates      |
| 181-187 | LTD  | Lotto Dstny            |
| 191-197 | TFB  | Team Flanders-Baloise  |
| 201-207 | BWB  | Bingoal WB             |
| 211-217 | HPM  | Human Powered Health   |
| 221-227 | IPT  | Israel-Premier Tech    |
| 231-237 | UXT  | Uno-X Pro Cycling Team |
| 241-247 | TEN  | TotalEnergies          |

## Ordine d'arrivo (Top 10)
| Pos. | Corridore          | Squadra | Tempo    |
| ---- | ------------------ | ------- | -------- |
| 1    | Christophe Laporte | Jumbo   | 5h49'39" |
| 2    | Wout Van Aert      | Jumbo   | s.t.     |
| 3    | Sep Vanmarcke      | Israel  | a 1'56"  |
| 4    | Frederik Frison    | Lotto   | s.t.     |
| 5    | Mads Pedersen      | Trek    | s.t.     |
| 6    | Mikkel Bjerg       | UAE     | s.t.     |
| 7    | Alexis Renard      | Cofidis | a 2'04"  |
| 8    | Olav Kooij         | Jumbo   | s.t.     |
| 9    | Danny van Poppel   | Bora    | s.t.     |
| 10   | Daniel McLay       | Arkéa   | s.t.     |